# Камнеломка листочковая
Камнеломка листочковая (лат. Saxifraga foliolosa) — вид травянистых растений рода Камнеломка (Saxifraga) семейства Камнеломковые (Saxifragaceae).

## Ботаническое описание
Многолетнее растение. Стебель обыкновенно одиночный, прямой, 5—20 см высотой, в верхней части разветвлённый, с короткими боковыми вверх стоячими веточками, почти голый, в верхней части слабо опушенный, слегка бороздчатый. Листья в розетке, продолговато-яйцевидные, клиновидно-суженные, в верхней части в очертании округлые, пильчато-зубчатые, голые, по краю редко ресничатые, 1—2 см длиной, 0,3—0,8 см шириной. Соцветие продолговатое или овальное, метельчатое. Цветы развиваются только на верхушке стеблей и ветвей, на боковых веточках заменяются мелкими розетками довольно мясистых листочков, опадающими и прорастающими, боковые веточки при основании снабжены продолговатыми прицветниками, при основании розеток прицветнички мелкие и узкие. Плод — коробочка до ¼ раскрывающаяся, округло-овальная.

## Распространение
Растёт в альпийской и полярной области по берегам рек и ручьев, по сырым глинистым склонам, на скалах.

## Значение и применение
Хорошо поедается северным оленем (Rangifer tarandus).